# Каштак (Челябинская область)
Каштак — деревня в Увельском районе Челябинской области России. Входит в состав Петровского сельского поселения.

## География
Деревня находится в восточной части Челябинской области, в лесостепной зоне, к северо-западу от озера Кашкайкуль, на расстоянии примерно 30 км (по прямой) к востоку-северо-востоку (ENE) от посёлка Увельский, административного центра района. Абсолютная высота — 203 м над уровнем моря.
Часовой пояс
Деревня Каштак, как и вся Челябинская область, находится в часовой зоне МСК+2. Смещение применяемого времени относительно UTC составляет +5:00.

## Население
| 2002 | 2010 |
| ---- | ---- |
| 12   | ↘0   |

Национальный состав
Согласно результатам переписи 2002 года, в национальной структуре населения русские составляли 59 %.

## Улицы
Уличная сеть деревни состоит из одной улицы (ул. Колхозная).